# Sipario nero
Sipario nero (The Black Curtain) è un romanzo giallo di genere pulp dello scrittore statunitense Cornell Woolrich pubblicato nel 1941. 
L'opera nel 1962 ha avuto un adattamento televisivo con il telefilm della prima stagione della serie L'ora di Hitchcock intitolato The Black Curtain per la regia di Sydney Pollack, trasmesso in Italia come Il velo nero.

## Trama
(Cornell Woolrich, Sipario nero)
Frank Townsend si sveglia sul marciapiede di Tillary steet. È stato colpito da un pezzo di cornicione caduto dall'alto; è stordito ma fortunatamente illeso. Vuole subito tornare a casa dalla moglie ma, una volta giuntovi, la trova abbandonata. La portiera lo informa che la moglie, Virginia, si è trasferita a un altro indirizzo. Frank è confuso dalla notizia ma corre subito al nuovo appartamento e qui lo accoglie la moglie che, scioccata, lo informa che aveva traslocato dopo che lui, tre anni prima, era scomparso inspiegabilmente senza dare più notizie di sé. L'uomo non ricorda nulla dei tre anni passati e per lui è come se il lungo periodo non fosse mai trascorso.
I due riprendono la loro vita normalmente e Frank riesce a farsi riassumere nell'ufficio in cui tre anni prima lavorava e che aveva inspiegabilmente abbandonato. Ben presto l'uomo si accorge di essere pedinato da quello che chiama "Occhi d'Agata" e che l'amnesia non gli permette di riconoscere. L'ignoto inseguitore lo insegue con veemenza ma Frank riesce inizialmente a far perdere le sue tracce. Sperando che Occhi d'Agata non riesca a scovarlo cambia abitudini e percorsi ma viene ben presto ritrovato dall'inseguitore. Come ultimo tentativo di far perdere le sue tracce Frank si licenzia ma l'espediente non riesce e una notte ignoti individui irrompono nell'appartamento. Frank e Virginia riescono fortunosamente a fuggire e a quel punto l'uomo decide di chiarire una volta per tutte i lati oscuri del suo passato e di trasferirsi a Tillary steet dove tutto è iniziato, chiedendo a Virginia di nascondersi nel frattempo dalla madre.
Dopo alcune settimane in cui Frank cerca di trovare indizi della sua precedente vita, battendo in lungo e in largo Tillary street, quando sta per arrendersi all'impossibilità di ricostruire il suo passato dimenticato, viene riconosciuto da una ragazza che lo mette in guardia dal pericolo di essere riconosciuto tra la folla. Successive frequentazioni con la ragazza, già conosciuta durante il periodo dell'amnesia, e indizi raccolti con difficoltà, gli permettono di chiarire alcuni aspetti bui del suo passato: la ragazza si chiama Ruth Dillon ed è in realtà la sua fidanzata conosciuta durante il periodo dell'amnesia. Frank aveva assunto il nome di Daniel "Dan" Nearing tre anni prima e aveva vissuto nella cittadina di New Jericho dove aveva lavorato come factotum nella casa dei Diedrich dove aveva conosciuto Ruth, che vi lavorava come cuoca. A seguito dell'omicidio di Harry S. Diedrich, il padrone della tenuta, Dan è ricercato dalla polizia accusato degli omicidi da prove schiaccianti. Occhi d'Agata non è altri che il poliziotto incaricato delle indagini, E. J. Ames. Frank sente nel suo intimo di essere innocente e chiede a Ruth di accompagnarlo a New Jericho per cercare di dimostrare la propria innocenza.
Nascosto nella tenuta Frank, con l'aiuto di Ruth, scopre che tra la vedova del defunto, Alma, e il cognato William, c'è una relazione e che l'anziano e tetraplegico padre dell'assassinato, Emil, incapace di parlare, è però capace di comunicare con il battito degli occhi e ha assistito alla morte del figlio. Grazie alla testimonianza dell'anziano Emil, Frank scopre il coinvolgimento di William e di Alma nell'omicidio; nel frattempo i due fedifraghi intuiscono che Frank è nascosto nella tenuta e che, sospettando di loro, sta investigando sulla morte di Harry. I due organizzano a Frank una trappola, uccidono prima Ruth e poi la sorella di Willam, Adela. Prima di riuscire a eliminare anche Frank, legato e imbavagliato, Emil dà fuoco alla casa uccidendo William e consentendo a Frank di fuggire, rimanendo però a sua volta ucciso nel rogo. Alma viene arrestata, il protagonista scagionato può tornare dalla moglie Virgina.

## Personaggi
Frank TownsendTrentunenne protagonista del romanzo. Dopo essere svenuto colpito dal crollo di un cornicione, si risveglia accorgendosi di aver cancellato dalla memoria gli ultimi tre anni della sua vita, durante i quali era misteriosamente scomparso da casa e vissuto sotto l'identità di Daniel "Dan" Nearing.
Virginia TownsendLa moglie di Frank.
E. J. AmesInizialmente soprannominato dal protagonista "Occhi d'Agata", è il suo misterioso inseguitore. Si scopre essere un poliziotto sulle tracce dell'assassino di Harry S. Diedrich.
Harry S. DiedrichIl proprietario della tenuta dei Diedrich, il cui omicidio viene fatto ricadere su Frank che lavorava nella villa sotto il nome di Dan Nearing.
Ruth DillonLa fidanzata di Frank che lo ha conosciuto prima dell'amnesia come Dan Nearing. Viene uccisa dallo stesso assassino di Harry.
Alma DiedrichLa moglie di Harry. Priva di scrupoli e innamorata del cognato, William, con questi ne organizza l'uxoricidio e ne fa ricadere la colpa su Frank.
William DiedrichIl fratello dell'assassinato Harry. Innamorato della moglie di questi lo uccide e poi, scoperto dallo stesso Frank, uccide prima la sorella Adela e poi Ruth. Viene a sua volta ucciso dal nonno Emil prima che riesca a eliminare anche Frank.
Emil DiedrichL'anziano e invalido padre di Harry, William e Adela.

### Edizioni
- Cornell Woolrich, Sipario nero, Il Giallo Mondadori n.56, Mondadori, 1946.
- Cornell Woolrich, Sipario nero in "Appuntamenti in nero - quattro romanzi di Cornell Woolrich", traduzione di Alberto Tedeschi, collana Omnibus Gialli, Mondadori, 1986,  p. 564.
- Cornell Woolrich, Sipario nero, Tascabili Immaginario, Fanucci, 2006,  p. 189, ISBN 88-347-1170-X.